# Orquesta de la Sociedad de Conciertos del Conservatorio
La Orquesta de la Sociedad de Conciertos del Conservatorio (en francés, Orchestre de la Société des concerts du Conservatoire) fue una orquesta sinfónica establecida en París en 1828. Dio su primer concierto el 9 de marzo de 1828 con música de Beethoven, Rossini, Meifreid, Rode y Cherubini.
Administrada por la asociación filarmónica del conservatorio de París, la orquesta estaba formada por profesores y alumnos del conservatorio. La formó François-Antoine Habeneck en un estilo pionero, pretendiendo presentar las Sinfonías de Beethoven, pero con el tiempo se hizo más conservadora en su programación.
La orquesta tuvo un papel central en la vida musical francesa a lo largo del siglo XIX y la mayor parte del XX. Una gran gira por los Estados Unidos en 1918, llevó a la orquesta a 52 ciudades. Más tarde, ese mismo año, realizó la primera de sus muchas grabaciones.
En 1967, dificultades financieras, junto con un trabajo irregular por parte de los intérpretes y la escasa paga llevaron a la decisión del gobierno francés de formar una orquesta nueva. Tras las audiciones llevadas a cabo por Charles Munch, se escogieron 108 músicos (de los que 50 eran de la Orquesta del Conservatorio de París) para la recientemente creada Orquesta de París, que dio su primer concierto el 14 de noviembre de 1967 en el Teatro de los Campos Eliseos.
Los principales directores de la orquesta fueron:
- François-Antoine Habeneck 1828-1848
- Narcisse Girard 1848-1860
- Théophile Tilmant 1860-1863
- François George-Hainl 1863-1872
- Edouard Deldevez 1872-1885
- Jules Garcin 1885-1892
- Paul Taffanel 1892-1901
- Georges Marty 1901-1908
- André Messager 1908-1919
- Philippe Gaubert 1919-1938
- Charles Münch 1938-1946
- André Cluytens 1946-1960.

Ningún director principal fue nombrado para el período final de la orquesta 1960-1967.
Entre los estrenos de la orquesta estuvieron la Sinfonía fantástica de Hector Berlioz, el Concierto para violonchelo n.º 1 de Saint-Saëns, y la Sinfonía de César Franck.